# 聯合加強盧安達農業合夥計畫

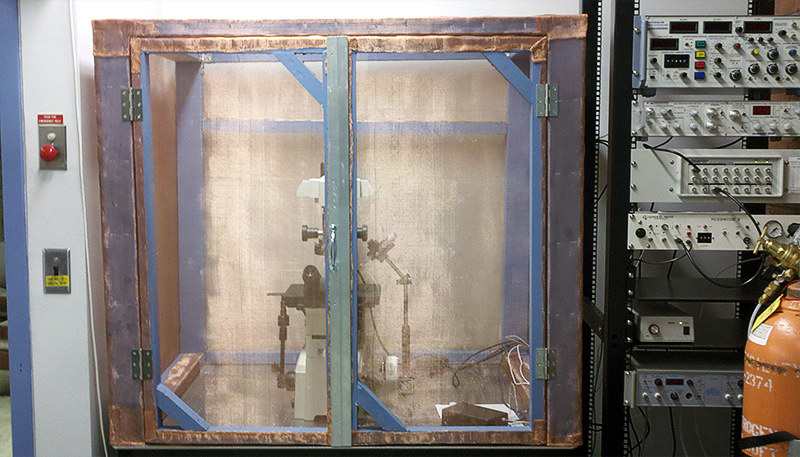
農業實驗室

聯合加強盧安達農業合夥計畫（英語：Partnership for Enhancing Agriculture in Rwanda through Linkages，簡稱）是一項促進盧安達農業進步的計畫。
PEARL的目標是援助盧安達國民恢復遭受盧安達大屠殺與1994年的內戰所造成衝擊前的原貌。PEARL與盧安達的農村社區合作，透過發展農產品與聯合市場產生收入。
PEARL是由美國國際開發署創立，並由密西根州立大學、德州農工大學與數個盧安達達團體，包括盧安達國立大學、盧安達農業實驗所、吉佳利理工管理學院與盧安達國家咖啡委員會的研究員所領導。

## 外部連結
- PEARL網頁、 (密西根州立大學)